# William North (6e baron North)
William North, 6e baron North et 2e baron Grey (22 décembre 1678 - 31 octobre 1734), connus sous le nom de Lord North and Gray, est un soldat anglais et jacobite, pair pendant plus de quarante ans. Il a le droit de siéger à la Chambre des lords entre 1698 et 1734, même s'il a passé les douze dernières années de sa vie à l'étranger.
Il est le premier de sa famille à devenir un soldat professionnel et il atteint le rang de lieutenant général. Sa carrière décline après la mort de la reine Anne, car il est connu pour être un jacobite. Après avoir été arrêté pour son rôle dans le complot d'Atterbury, mais libéré faute de preuves, il passe au service du roi d'Espagne Philippe V. Il est mort à Madrid.

## Jeunesse et famille
Il est né à Caldecot, dans le Cambridgeshire, fils de Charles North, 5e baron North (vers 1636-1691), de son mariage avec une fille du premier baron Gray de Warke. Il est le petit-fils de Dudley North (4e baron North) (1602-1677). Quatre ans avant la mort de son grand-père, son père est créé pair et convoqué à la Chambre des Lords en tant que baron Gray de Rolleston, de sorte que North hérite des deux titres lors de la mort de son père en 1691 et est titré Lord North et Gray.
Il appartient à une famille plus intellectuelle que la plupart des pairs de son époque. Son oncle Francis North (1er baron Guilford) est Lord grand chancelier sous le nom de Lord Guilford, tandis que les autres oncles sont Dudley North, économiste, John North, maître du Trinity College de Cambridge et Roger North, historien. Sa sœur est la linguiste orientaliste et linguiste Dudleya North (1675-1712).
Il fait ses études au Magdalen College, à Cambridge et à l'académie militaire de Foubert.

## Carrière
Alors qu'il vise une carrière militaire, North est considéré trop jeune pour prendre part à la guerre Williamite en Irlande de 1689-1691. Cependant, en 1691, il se rend en Flandre pour se battre en tant que « gentleman volontaire ». En 1698, il siège à la Chambre des lords. Il sert pendant de nombreuses années sous les ordres du duc de Marlborough. À la bataille de Blenheim, le 13 août 1704, il commande le Lord North and Grey's Regiment of Foot. Au cours de cette bataille, il perd sa main droite,. En 1710, il est promu lieutenant général.
En 1705, il épouse la jeune Hollandaise Maria Margaretha de Jonge van Ellemeet (1690-1762), fille de Cornelis de Jonge van Ellemeet (nl) (1646-1721), receveur général des Provinces-Unies.
En dehors de sa carrière militaire, il remplit les fonctions de Lord Lieutenant du Cambridgeshire du 6 décembre 1711 au 28 octobre 1715, fonction précédemment occupée par ses ancêtres, les premier, deuxième et troisième barons North, et la reine Anne le nomme membre de son conseil privé,. Au moment de la mort d'Anne en 1714, North est gouverneur de Portsmouth et est favorable à une succession jacobite. Sa garnison est composée de gardes écossais, qui buvaient quotidiennement de la santé de Jacques François Stuart. Alors que le duc de Berwick craignait d'utiliser Portsmouth comme base pour une invasion jacobite de l'Angleterre, North est rapidement remplacé par Thomas Erle. En 1720, il est élu membre de la Royal Society.
En août 1721, il est arrêté et accusé de faire partie de la conspiration Atterbury, un complot dirigé par Francis Atterbury visant à restaurer la Maison Stuart. Cependant, personne ne pouvant témoigner contre lui, il échappe au sort de certains autres conspirateurs et est libéré. Son agent et conseiller juridique, Christopher Layer, est pendu et écartelé. Après sa libération, il voyage sur le continent et se serait converti au catholicisme romain. Il est créé pair jacobite sous le nom de « comte North » le 6 janvier 1722. Il sert ensuite en tant que général dans l'armée du roi Philippe V d'Espagne,.
Il meurt à Madrid le 31 octobre 1734, et son cousin germain, Francis North (1er comte de Guilford), le petit-fils de son oncle le Lord Chancelier North, accède au titre de baron North. Le titre de baron Grey de Rolleston disparait à sa mort.
En 1735, la veuve de North se marie ensuite avec Patrick Murray, 5e Lord Elibank.